# تاپیر بیرد
تاپیر بیرد (نام علمی: Tapirus bairdii) نام یک گونه از سرده تاپیرها است.